# Tokyo Ska Paradise Orchestra
A Tokyo Ska Paradise Orchestra (東京スカパラダイスオーケストラ, Tōkyō Suka Paradaisu Ōkesutora), comumente abreviada pelos fãs como Skapara ou TSPO, é uma banda de ska e jazz japonesa formada em 1984 pelo percussionista Asa-Chang, e inicialmente composta por mais de dez veteranos da cena underground de Tóquio. Na época, o sonoridade da banda era diferente da de seus contemporâneos na então iniciante cena japonesa de ska, com o passar dos anos sua inovação proveu ter sido bastante influente na música japonesa como um todo. Sua sonoridade, produto das influências musicais de seus numerosos integrantes, é uma eclética mistura de ska, jazz, e rock. Muitas das músicas da Skapara são puramente instrumentais.
Desde sua criação, a banda esteve em muitas turnês pelo Japão, e tendo feito turnês pelo mundo. Eles já colaboraram com muitos vocalistas, incluindo Shiina Ringo, Akira Kobayashi, Kyōko Koizumi, Schadaraparr, PUFFY, Yoshie Nakano e Tamio Okuda. Eles também tocaram a música tema japonesa do jogo de PlayStation 2 Sly Cooper and the Thievius Raccoonus, chamada "Black Jack", bem como várias músicas para o jogo de PlayStation Incredible Crisis, lançado em 1999.

## História

### Início
O primeiro lançamento da banda foi um EP epônimo de seis faixas em 1989, lançado em vinil pela gravadora independente Kokusai Records. A boa aceitação do vinil combinada com os notórios shows ao vivo, renderam um contrato com a Epic Records. Naquela época o line-up 'clássico' da banda incluía: Asa-Chang (percussões), Tsuyoshi Kawakami (baixo), Tatsuyuki Aoki (bateria), Yuichi Oki (teclados), Marc Hayashi (guitarra), Tatsuyuki Hiyamuta (sax alto), Gamo (sax tenor), Atsushi Yanaka (sax barítono), Nargo (trompete), Masahiko Kitahara (trombone) e Cleanhead Gimura (vocais). Yuhei Takeuchi (sax alto) era parte da formação original, mas deixou a banda em 1990, apesar de ter voltado para vários shows em diversas ocasiões.

### Anos 1990
Skapara's Intro (スカパラ登場) foi lançado em 1990, e inclui o primeiro sucesso, Monster Rock. Dentro de um ano, a banda tocou na Nippon Budokan para 10.000 fãs.  Após o segundo álbum, World Famous (ワールドフェイマス), o guitarrista original Marc Hayashi deixou a banda e foi substituído por Toru Terashi. O terceiro álbum, Pioneers, marcou a última gravação com o fundador Asa-Chang, que decidiu deixar a banda para seguir em carreira solo. O quarto álbum, Fantasia, foi gravado sem percussionista permanente.
Enquanto a banda trabalhava em seu quinto álbum o vocalista Cleanhead Gimura perdeu a batalha contra um câncer cerebral. Grand Prix foi lançado em 1995 como um tributo ao vocalista. Este álbum continuou a progressão da banda para uma sonoridade pop, e teve a participação de vários músicos e vocalistas convidados. Nas performances ao vivo, Tatsuyuki Hiyamuta essencialmente se tornou o front-man da banda, embora que, dependendo da música, qualquer integrante pode ser o front-man ou vocalista.
Em 1996, foi lançado o álbum Tokyo Strut (トーキョーストラット), que voltou com os estilos pop de Grand Prix. O álbum marcou a estreia do novo percussionista Hajime Ohmori. Durante a estadia da banda na Tailândia, o alto-saxofonista Tatsuyuki Hiyamuta se envolveu em acidente de motocicleta, sofrendo ferimentos em suas pernas. Ele perdeu alguns shows, mas acabou se recuperando e voltou a tocar, em muitas ocisões carregando uma bengala, ou sentado enquanto tocava. Pouco tempo depois, Toru Terashi deixou a banda.
Após este álbum, a banda decidiu deixar a Epic Records, já que havia uma sensação de que a gravadora não conseguia transformar a popularidade do grupo em vendas de discos. Assim, assinaram com a Avex Trax, que também criou um selo exclusivo para a Skapara, a Justa Record. A banda recrutou Rui Sugimura (irmão de Cleanhead Gimura) como vocalista fixo. Este viria a se tornar o período mais prolífico da banda, com um grande número de lançamento, incluindo o álbum Arkestra, vários discos de 12” e 7” (que incluíam remixes de músicas do Arkestra bem como faixas inéditas), o EP Hinotama Jive, a trilha-sonora do vídeo-game Incredible Crisis, e muitas participações em álbuns tributo. A banda embarcou em uma ambiciosa turnê pelo Japão (documentada no DVD Ska Evangelists on the Run). Sem guitarrista oficial, eles fizeram os shows com os dois guitarristas que tocaram no álbum: Takashi Kato (do Lost Candi) e Shoichi Saita (do El Malo).
Durante a turnê Arkestra, o baterista original Tatsuyuki Aoki faleceu em um acidente de trem.[5] Ele foi temporariamente substituído por Tatsuya Nakamura (Blankey Jet City e Losalios). No final da turnê, Kin-Ichi Motegi (ex-Fishmans) se tornou o baterista permanente. Rui Sugimura deixou a banda em meados de 1999. Takashi Kato se tornou o guitarrista permanente.